# Prádelný rybník
Prádelný rybník  je průtočný rybník na bezejmenném pravostranném přítoku Chrudimky. Vodní plocha o výměře 1,56 ha se nachází na jižním okraji obce Lukavice v okrese Chrudim. Hráz Prádelného rybníka je přístupná polní cestou odbočující ze silnice III. třídy č. 35817 vedoucí do vesnice Žumberk. 
Prádelný rybník je historické vodní dílo, které bylo vybudováno v souvislosti s těžbou nerostných surovin v Lukavici, kde voda sloužila k pohonu technických zařízení dolů a k potřebám chemické továrny. 
Rybník je v současnosti využíván pro chov ryb. 

## Galerie

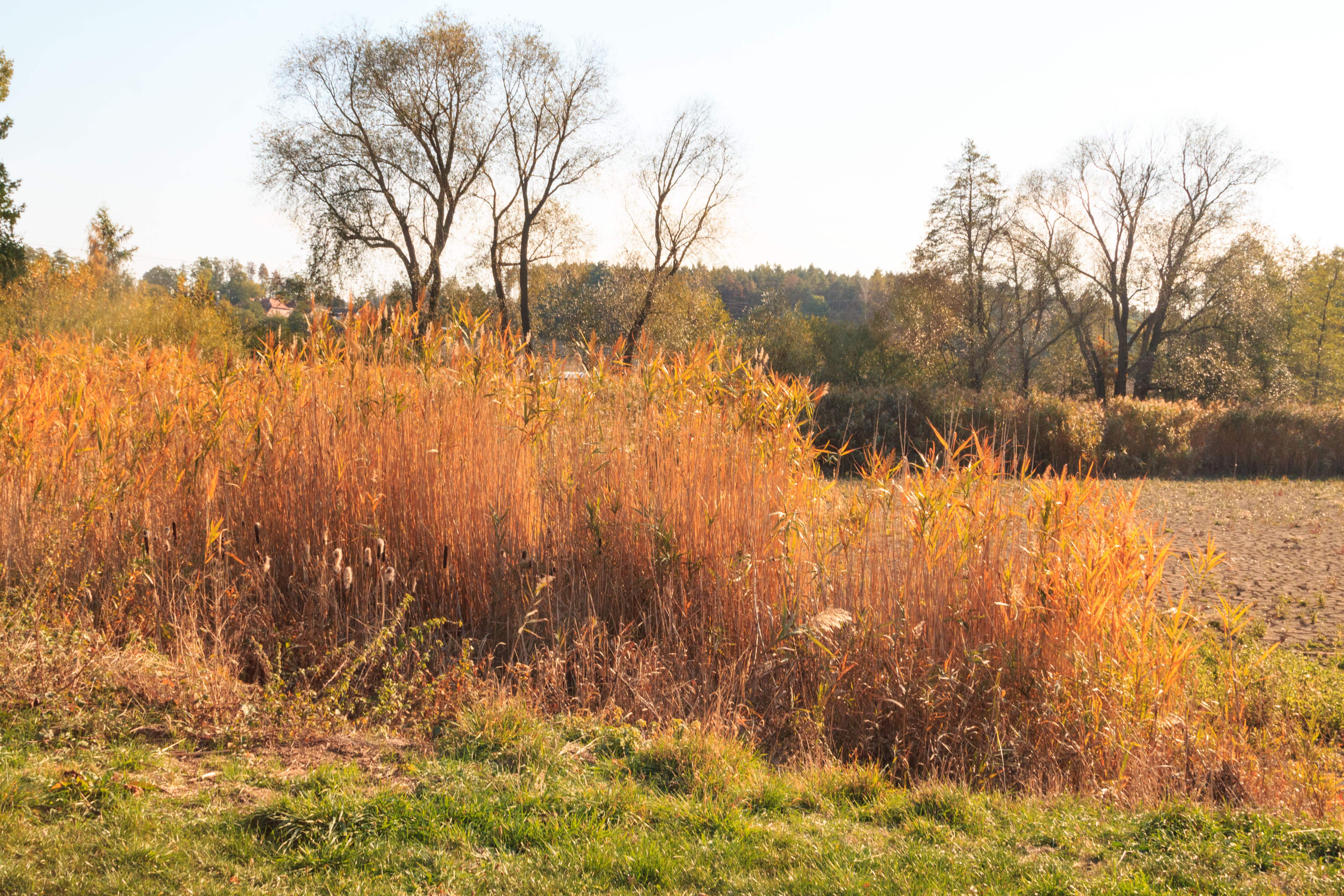
pohled na vypuštěný Prádelný rybník
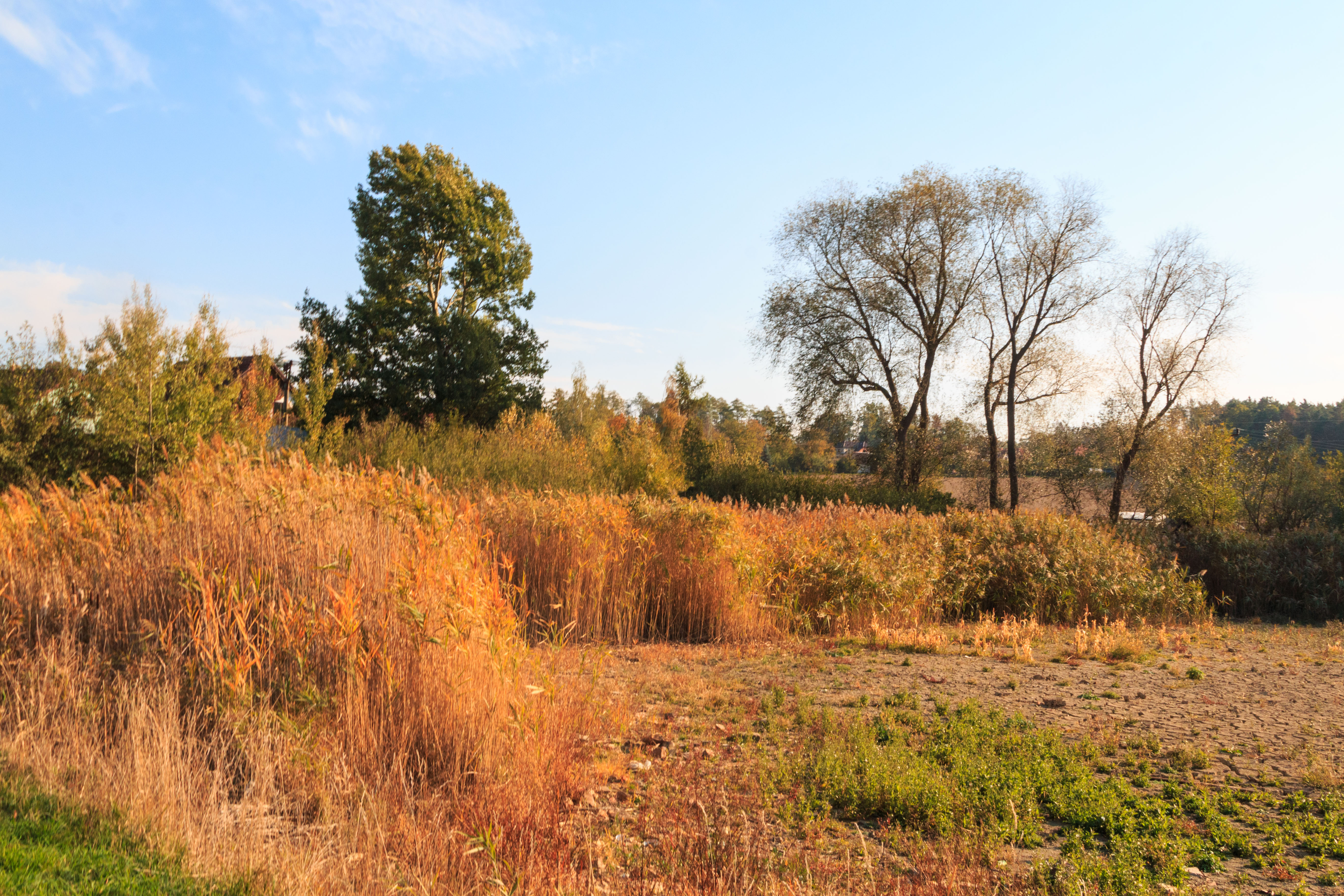
pohled na vypuštěný Prádelný rybník